# 内津バイパス
内津バイパス（うつつバイパス）は、愛知県春日井市内津町から岐阜県多治見市池田町までの国道19号のバイパス。全長3.5kmで、内津峠をトンネルで抜ける道路。主に峠の岐阜県側を指す。

## 概要
昭和40年代、所要時間短縮と交通量の増加に対応するため、狭くカーブの多い国道19号内津峠をトンネルで抜ける道路が計画され整備された。整備は内津トンネル（現中津川方面用）建設の第1期工事、全線4車線化への第2期工事の2期に分けられる。

## 沿革
- 1969年（昭和44年）：工事着手。
- 1970年（昭和45年）：内津トンネルが完成し、全線開通。（暫定2車線供用）
- 1981年（昭和56年）：都市計画決定。
- 1994年（平成6年）：全線4車線化。（事業終了）

## 区間
- 始点：愛知県春日井市内津町
- 終点：岐阜県多治見市池田町

## 周辺
- 内津峠